# Aurelis
Els aurelis foren una família origen d'una curta nissaga imperial romana fundada al segle ii per Antoní Pius, membre de la gens Aurèlia.
- Anni Ver el Vell
  - Anni Ver el Jove, cònsol 126, casat amb Rupília Faustina
    - Anni Libó, cònsol 128
    - Anni Ver, casat amb Domícia Calvil·la
      - Ànnia Cornifícia
      - Marc Anni Ver (Marc Aureli), casat amb Ànnia Faustina (Faustina Menor) 
        - Anni Ver (cèsar), cèsar
        - Antoní Gemine
        - Còmmode (Luci Aureli Còmmode), casat amb Brútia Crispina
        - Ànnia Lucil·la, casada amb Luci Aureli Ver i després amb Claudi Pompeià
        - Víbia Aurèlia Sabina
        - Domícia Faustina
        - Aurèlia Fadil·la
        - Cornifícia

    - Ànnia Galèria Faustina o Faustina Major, casada amb Antoní Pius
      - Ànnia Faustina o Faustina Menor, casada amb Marc Aureli.